# Diadelioides crassepuncta
Diadelioides crassepuncta là một loài bọ cánh cứng trong họ Cerambycidae.